# Nasj (exégesis)

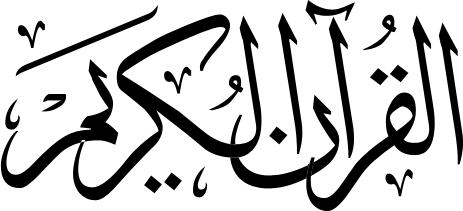
HolyQuran

Nasj (en árabe: نسخ‎) es una palabra árabe normalmente traducida como 'abrogación' y es un término técnico para un género importante de la exégesis legal islámica dirigida al problema del material aparentemente contradictorio dentro o entre las bases gemelas de la ley santa islámica: el Corán y la Sunna profética. En su uso, el nasj implica precisamente el reemplazo (ibdāl) de un verso o de una tradición anterior (y su ley incorporada) con aquello que es cronológicamente sucesivo. La supresión completa (ibtāl) de una regla cuya fraseología permanece, está también reconocida, aunque solamente en el caso del Corán. El nasj es uno de los conceptos prominentes en el campo del estudio del Corán y del derecho Islámico, que permitió armonizar las contradicciones aparentes en la jurisprudencia islámica 

## Teoría
El Nasj emplea la lógica de la cronología y de la revelación progresiva. Las diversas situaciones encontradas en el curso de la misión profética de Mahoma han requerido nuevas regulaciones para resolver las circunstancias que cambiaron la comunidad musulmana. Además, hay evidencia histórica de que eso ha ocurrido. Por ejemplo, cuando los musulmanes estaban en La Meca, se les ordenó ser pacientes ante los ataques de sus enemigos. Sin embargo, cuando la comunidad musulmana emigró a Medina, se les ordenó responder violentamente contra dichos ataques. 
A pesar de su dependencia en la cronología, el nasj no es de manera alguna una empresa historiográfica: Mientras que no puede realmente ser dudado que haya una asunción implícita del orden cronológico-progresivo del Corán en los textos del nasj, es notable que las discusiones mismas generalmente no hacen este punto explícito; el nasj, sea respecto al vino o la dirección de la oración, asume siempre que la ley actual está acreditada, y los versos que convienen con ese hecho son necesariamente los válidos. Cualquier verso que contradiga esto será necesariamente inválido, y se puede arreglar así lógicamente según una noción básica de 'revelación progresiva'. Las discusiones encontradas en los textos sobre el nasj se basan en la lógica y no en la cronología.
Además el nasj se aplica solamente a las partes reguladoras de la revelación de Dios. En palabras de Tabari: "Dios altera lo que era una vez declarado legal en ilegal, o viceversa; lo que era legalmente no regulado en prohibido y viceversa. Pero tales cambios pueden ocurrir solamente en los versos que llevan mandatos, el positivo y negativo; en definitiva, los principios centrales de la fe se excluyen de este proceso."

## Entre las fuentes
La jurisprudencia islámica clásica reconoce dos fuentes primarias de derecho: el Corán y la Sunna. Además, dos fuentes post-proféticas secundarias fueron también reconocidas: la analogía (qiyās) derivada de una de las otras fuentes primarias, y el consenso de expertos legales cualificados (iŷmā’). El nasj no es aplicable a las fuentes secundarias, sino solamente a los documentos en los cuales estén basados. Puesto que la abrogación es exclusivamente una prerrogativa de los legisladores, podríamos sostener que esta debe remontarse a antes de la muerte del Profeta que mediaba las leyes existentes en el Corán y en la Sunna. El nasj además puede ser externa al Islam o interna; aparentemente, el Cristianismo substituye el Judaísmo, sin embargo con su revelación el islam los superó ambos como una expresión de la voluntad divina. Para todas revelaciones, había una preordenada duración, aunque el islam quiso ser el último de las series que durara hasta el día del juicio. Al igual que Jesucristo, Mahoma vino para confirmar la Torá y también para declarar lícito algo que había previamente sido considerado ilícito. Por ejemplo, el Profeta fue instruido para declarar ilícitos los alimentos de los seguidores del Islam lícitos a los judíos.
Para los estudiosos musulmanes, la abrogación del Judaísmo y Cristianismo del Islam era obvia, no obstante la abrogación interna sigue siendo menos obvia. La segunda ha sido enérgicamente defendida recurriendo a la analogía de la abrogación externa. Por ejemplo, cuando un hombre preguntó a la viuda del Profeta, Aisha, sobre la oración nocturna, ella le preguntó a su vez: “¿No recitas la aleya 73?" El Profeta y sus compañeros observaron la oración nocturna durante todo un año durante el cual Dios mantuvo en el cielo la fecha límite de la sura, revelando el alivio solo doce meses más tarde, cuando la oración nocturna de ser obligatoria llega a ser opcional. En este ejemplo de supuesta abrogación, se ha afirmado que una regulación ha sido retirada y substituida con otra, no obstante los versos substituidos permanecen en el texto.
La aleya Q.2:181 conmina a los musulmanes a hacer provisión testamentaria para sus familias y consanguíneos cercanos, mientras la aleya Q.4:12-13 estipula las partes de una herencia que deben pasar automáticamente a los herederos musulmanes. En deferencia al principio legal por el cual nadie puede verse beneficiado dos veces de una misma herencia, los padres y otros consanguíneos entonces pierden el derecho del beneficio estipulado en la aleya Q.2:181.
Las viudas nombradas en la aleya Q.4:13, perdieron su manutención y los alojamientos durante un periodo de doce meses garantidos en la aleya Q.2:240. Para algunos juristas clásicos, un verso del Corán abroga a otro. Otros afirman que la provisión de las aleyas Q.2:181 y Q.4:12-13 no eran reconciliables, sino la exclusión de los padres y viudas de sus duales derechos habían sido asegurados por las palabras del Profeta: "No habrá testamento a favor de un heredero”. Aquí este ejerció del Profeta fue visto como si estuviese abrogando el Corán.
Las palabras y las acciones del Profeta llegaron a ser vistas como una segunda fuente de regulación islámica que, como el Corán estaba sujeto al mismo proceso de cambiamiento. Por ejemplo, Mahoma anunció, “He prohibido visitar las tumbas, pero ahora podéis visitarlas. He prohibido guardar la carne de vuestros sacrificios por más de tres noches, sin embargo ahora podéis guardarla por todo el tiempo que queráis”
Los versos coránicos que conciernen al cambio de dirección de la oración dejan poco claro que tipo de abrogación había ocurrido. Algunos estudiosos afirmaron que el Profeta estaba vinculado a la orden de Dios mandada a los judíos de mirar hacia Jerusalén en el momento de rezar hasta que esto fue abrogado por los versos del Corán. Otros estudiosos presumieron que el rezar hacia Jerusalén fue introducido por el Profeta y después cambiado por el Corán.
La misión del Profeta se desarrolló durante 20 años. No había nada de sorprendente en la idea de mostrar signos de desarrollo en sus instrucciones hacia su comunidad. Muy poca resistencia fue expresada a la noción que una práctica del Profeta pudiera abrogar otra. En verdad para los estudiantes que se comprometieron con la derivación de la ley de sus fuentes en el Corán y la sunna, el medio más simple para deshacerse del punto de vista de un oponente era la terminante aserción que, aunque había sido correcta en aquel entonces, esa había sido abrogada. Fue la necesidad de regularizar las apelaciones a las fuentes y especialmente el principio de abrogación que llevó al erudito al-Shāfi’ï a escribir ֽHadïth Contradictorios y Tratado.
Una característica clave del trabajo de al-Shāfi’í es su énfasis en redefinir el término 'sunna' para restringirlo a las palabras y las acciones del Profeta. Otros han interpretado el término en un sentido más general incluyendo las prácticas de otras autoridades, además de las del Profeta.
Al-Shāfi’ï intenta a convencerlos que Dios ha elegido el Profeta como el único ser cualificado a pronunciar la ley evidenciando que el Corán insiste en la indiscutible obediencia a su Profeta. Recurriendo a unas series de versos que relacionan los comandos de Mahoma a la voluntad divina, y culminando al verso que identifica la voluntad de Mahoma con la voluntad divina, al-Shāfi’ï logró recuperar la figura profética central relacionado al proceso de revelación divina.
Según la teoría Shafi'i, la posibilidad de abrogación entre la Sunna y el Corán fue vehemente negada, él discutió resueltamente que cualquier discrepancia verbal entre el Corán y los refranes o los informes divulgados de las prácticas de Mahoma profeta fuera simplemente ilusoria y se podría quitar siempre en base de una comprensión satisfactoria del mecanismo de la revelación y de la función de la figura del profeta. Shāfi'ī está resuelto contra cualquier aceptación de la corriente de la idea en aquel entonces corriente de que en todos tales casos el Corán había abrogado la Sunna, o la Sunna el Corán. 
Esta postura era una reacción a los progresos entre de la jurisprudencia islámica, particularmente la reformulación del fiqh lejos de las primeras influencias extranjeras. Esta aserción de la primacía del Corán fue acompañada por las llamadas para un abandono de la Sunna. La insistencia de Shāfi'ī sobre la imposibilidad de la contradicción entre la Sunna y de Corán se considera así como un componente en este grande esfuerzo de rescatar la Sunna:
Él hizo una incansable campaña para justificar el uso de la Sunna como la segunda fuente primaria junto al Corán contra los que acordarían el hadiz ningún papel en la derivación del sharī'a en la discusión que el grado del conflicto en el hadiz, las insuficientes garantías contra la corrupción, el fraude o el error produjeron por los isnāds (transmisores) hicieron el hadiz impropio para el papel sagrado de declarar el intento divino subrayando las declaraciones de Corán.
Los que renegaron a la sunna cualquier papel en la construcción de la ley lo hizo en la base que el Corán contiene todo lo que necesario y que muchos cuentos sobre el comportamiento del Profeta han sido falseados. Al-Shāfi’ï intenta e convencer estos eruditos que es el Corán mismo que reclama la sunna. El resultado de esta afirmación es la elevación de la sunna a otra forma de revelación dilucidando, completando sin contradecir el Corán. Solamente un verso del Corán puede abrogar otro verso del Corán. A la misma vez, una práctica prescriptiva puede ser abrogada da la adopción de otra practica.
De todas formas eruditos posteriores, escribiendo cuando la legitimidad judicial del Sunna se podría tomar para concedido, estaban menos inclinado adoptar su postura inflexible. Para ellos la realidad de esta clase de abrogación ínter-fuente fue probada por varios "indisputable" casos: el cambiar del alquibla hacia Meca y lejos de Jerusalén, y la introducción de la pena de la lapidación para el adulterio. El paso siguiente de al-Qurtubi es representativo en este respeto: "El Corán puede ser abrogado por el Corán y la Sunna por la Sunna. El Corán puede, además, ser abrogado por la Sunna, como ha ocurrido en el caso de Q.2:180, que fue substituido por la decisión de Sunna: ningún wasiya [por ejemplo heredad extra] en favor de un heredero". Mālik[¿quién?] admitió este principio, pero al-Shāfi’ï ' lo negó, aunque los alfaquís (los experto en la jurisprudencia islámica) todos admiten, en el caso de la pena para el adulterio, que la pena a la lapidación en Q.24:2 se ha permitido caducar en el caso de esos delincuentes que son condenados a la muerte lapidándolos. No hay explicación para el abandono de la lapidación con excepción de ese la pena porque se basa en el Sunna, es decir la práctica del profeta. En el caso del cambio de la qibla, una decisión de Sunna fue puesta a un lado en favor de una regla coránica—no hay ninguna referencia en el Corán a la oración en dirección de Jerusalén. Un resultado de estas discusiones era la oferta de un modo del nasj conocido como nasj al-tilāwa dūna al-hukm ( "la abrogación de la fraseología pero no de la prescripción") para proporcionar un nāsij coránico o sea un abrogante.

## Tipos de nasj
- Nasj al-hukm dūna al-tilāwa: Abrogación de la decisión pero no de la fraseología. Una regulación incorporada dentro de un verso coránico o de un hadiz se substituye pero sigue habiendo su fraseología en el caso anterior, como texto dentro del mushaf.
- Nasj al-hukm wa-'l-tilāwa: Abrogación de la decisión y de redactar, o supresión. Aplicable solamente al Corán. Se anula una decisión y su texto se omite del mushaf. Evidencia que existió siempre el verso está preservado solamente dentro de la tradición.
- Nasj al-tilāwa dūna al-hukm: Abrogación de la fraseología pero no de la decisión, este también aplicable solamente al Corán. El texto de una decisión aún-funcional se omite en el mushaf. La prueba de la existencia del verso se preserva dentro de la tradición (es decir con un informe del hadiz) así como en el fiqh.

De estos tres clases de nasj, ha sido el primero nasj al-hukm dūna al-tilāwa que recibió un reconocimiento extenso. El segundo modo, nasj al-hukm wa-'l-tilāwa, también fue reconocido generalmente, en la parte debido a los muchos casos alegados de borradura de la revelación: de importancia especial eran las alegaciones de omisiones reales de la revelación tal como esos que registraban la "perdida" de un verso en la alabanza de los mártires de Bi'r Ma'ūna, el verso de Ibn Adam; e informes sobre las versiones originalmente más largas alegadas de suras 4 o 33, dichas de haber sido una vez larga cuanto la sura 2 y haber sido el locus del "verso" de la lapidación. Las listas compiladas de las revelaciones comprobables recibidas por Mahoma, y recitadas públicamente durante el curso de su vida hasta que fueron retirada posteriormente, con el resultado que cuando las revelaciones divinas finalmente fueron reunidas en formado de libro, solamente lo que podía todavía ser recuperado después de la muerte del profeta, estaba recogido en el mushaf. El mushaf ha sido del principio incompleto, concerniente a la revelación, pero completo en cuanto tenemos todo lo que Dios quería que tuviéramos.
El tercero modo, nasj al-tilāwa dūna al-hukm, fue aceptada solamente por una minoría de eruditos. El caso alegado más prominente de esta clase de abrogación es el nasj del así denominado āyat al-raŷm, o el verso de la lapidación. Aducido para existir una tradición derivada desde el Califa Omar, el verso proporcionó una sanción coranica para la pena del adulterio encontrado dentro del fiqh en la contravención a la pena prescrita por Q.24:2. La postulación de este modo proviene (indirectamente, sin embargo) de la teoría de la fuente de Shāfi'ī's que rechazó la abrogación entre las dos fuentes. Por cuanto Shāfi'ī se había acercado a la cuestión del nasj en el Corán por la Sunna, el hecho que él había admitido la pena a la lapidación para el adulterio en su fiqh no puede ser negado. En ninguna parte se menciona en el Corán y no tiene ninguna otra fuente que en el Sunna. Como Schacht[¿quién?] observó, en este punto, la estructura teórica de Shāfi'ī's derriba. La falta de Shāfi'ī's en explicar la presencia de la lapidación en el fiqh expuso su teoría usūl a la crítica de sus seguidores y oponentes, conduciendo a su abandono parcial.

## En el Canon
La raíz nasj aparece cuatro veces en el Corán: en Q.7:154, Q.45:29, Q.25:52 y Q.2:106. En los primeros dos casos recae en el contexto de los textos y de la actividad de los escribas. Sin embargo el uso de la raíz que se hace en estos dos casos, condujo a igualar nasj con trasladar (nql)—como en el traslado de una actividad desde una categoría legal (permitida) a otra (prohibida). De todos modos esos versos son de importancia marginal para la exégesis del nasj. Más signficante es el caso en Q.22:52: 
Cuando mandábamos, antes de ti, a algún enviado o algún profeta, siempre enturbiaba el Demonio sus deseos. Pero Dios invalida las sugestiones del Demonio y, luego, hace Sus aleyas unívocas. Dios es omnisciente, sabio.
Este verso citado por Tabari en conexión con el episodio del así conocido "Versos Satánicos" apoyando una interpretación del nasj como erradicación (izāla) y entonces habiendo hecho aceptable la idea del nasj como la anulación de un verso sin ninguna sustitución -nasj al-hukm wa-'l-tilāwa. En la interpretación de Tabari (Tafsīr): "La aleya con respecto al cual Dios aquí anuncia que. Él los confirmará sin duda alguna e una aleya se su revelación. Entonces parece bastante claro que, lo que el demonio ha metido en el libro sagrado es precisamente lo que Dios anuncia de haber eliminado". Tabari parece decir que hasta Satán, tiene un papel relevante en el proceso dialectal de la revelación divina. Para alistar Q.22:52 como prueba incontrovertible de la legitimidad del nasj, Tabari debe pasar por alto sobre las diferencias esenciales entre el nasj, cuyo uso está dirigido al problema del material aparentemente contradictorio y aquellas formas de abrogación considerada las expresiones legítimas del nasj—es decir, la procedencia divina del material abrogado. Sin embargo exegetas posteriores como Makkī[¿quién?] guardaría cuidadosamente esta distinción, aunque: "Q.22:52 no 'indica' la aceptabilidad intelectual del nasj. Demuestra simplemente que Dios suprime lo que el diablo ha inquinado en los decretos de Profeta. No indica la ocurrencia del nasj en la revelación divina del cual Dios considera ser parte de su verdad."
Es el Q.2:106 que sirve como prueba principal del nasj. Las opiniones del significado técnico del nasj aquí oscilan entre el reemplazo (ibdāl) y la cancelación (ibtāl). Otras interpretaciones fueron también sugeridas por la subordinada: “Si abrogamos (aw nansahā), o hacemos que se olvide cualquier signo, traemos otro mejor o similar a él. ¿No sabes acaso que Allah tiene el poder de hacer todo lo que le place?” como suspender o dejar. Eso fue primariamente motivado por la teológicamente repugnante idea que el Profeta pueda olvidar, con Q.15:10 citado como prueba de su imposibilidad ("En verdad, Nosotros mismos hemos revelado esta Exhortación, y ciertamente seremos su Guardián"). Los versos Q.17:87, Q.18:25 y Q.87:6-7 aceptan su plausibilidad. Muchos hadices también demuestran el fenómeno: enteras suras que los musulmanes habían precedentemente recitado, fueron completamente borradas de sus memorias.
También existen dos versos importantes lingüísticamente citado ser en conexión con el nasj: Q.16:102—“Cuando traemos un Signo en lugar de otro [tabdīl]"—y Q.13:40—"Allá borra lo que quiere y confirma lo que desea, pues en Él está la fuente de todos los decretos". Además de confirmar los dos más grandes modos de abrogación, el verso anterior es usado por Shāfi'ī en su teoría de abrogación entre fuentes como prueba que un verso del Corán puede solamente ser abrogado por otro verso del Corán.

## Elaboración histórica
Para algunos, la idea que un verso del Corán abroga otro sugiera que el divino cambia y que el conocimiento divino se desarrolla lleva a contravenir los principios teológicos más básicos. Los que permitieron que algunos versos del Corán abroguen otros versos, significa que ningún musulmán ha objetado a la noción que el islam ha abrogado el Cristianismo y el Judaísmo. La abrogación externa de este tipo ha sido reconocida como cierta. Si Dios adapta sus regulaciones a las distintas circunstancias que prevalen en las diferentes épocas, podría a la misma manera adaptar leyes apropiadas a los momentos iniciales de una revelación para hacer frente a los cambiamientos ocurridos en el curso de la revelación. Los teólogos musulmanes mantienen que la voluntad divina gobierna y no está limitada da ningún poder en el universo. Dios puede comandar y prohibir cualquier cosa Él quiera. De la misma manera, el conocimiento divino es infinito e instantáneo. Desde toda la eternidad, Dios sabía qué se proponía comandar y la duración precisa entendida para cada comando. Hay perfecta armonía entre la voluntad divina y la divina sabiduría. Lo que es perfecto no se altera y la perfecta sabiduría no desenvuelve. En caso del ayuno durante los meses del Ramadán, la antecedente opción de ayunar fue posteriormente hecha obligatoria. En el caso de la oración nocturna, una obligación fue reducida a una opción. En cada caso la regla antecedente era considerada como la mejor en ese momento determinado y la abrogación posterior fue también meditada para ser la más adaptada en su momento. Las circunstancias humanas, de todos modos, cambian y la sabiduría humana desenvuelve. Cuando los humanos comandan advierten las consecuencias solamente posteriormente, así que están obligado a retirar el comando. Cuando la abrogación ocurre, la gente puede percibir un cambio, sin embargo es solo un cambo desde la perspectiva humana. Dios envía sus profetas con sus órdenes y el verdadero creyente es quien obedece. Los musulmanes deberían emular la actitud de Abraham y su hijo, cuando ambos conociendo la tradición islámica querían proceder con el sacrificio.

## Teología
Otro problema en el islam, fue suscitado por la doctrina de la doctrina mu'jaz o sea la perfección y la inmutabilidad del Corán. Como puede una aleya ser reemplazada por una que es mejor de esa, cuando Q.2:107 dice: "Si abrogamos una aleya o provocamos su olvido, aportamos otra mejor o semejante. ¿No sabes que Dios es omnipotente?". ¿Entonces no son todas las aleyas inimitables y por lo tanto inconmensurables? Este problema fue esquivado por interpolación: el reemplazo superior es la ley del verso, no la fraseología del verso, así que la doctrina del mu'ŷaz funziona. También, hay el problema del material abrogado cuyas fraseología queda preservada en el mushaf (nasj al-hukm dūna al-tilāwa). Dado que la ley del verso es inoperante, cual es el propósito para mantener su fraseología? El racionamiento de Suyūti es el siguiente: "…el Corán fue revelado así que sus leyes deberían ser conocidas y su puesta en practica premiada; sin embargo, el Corán es también recitado con reverencias, dado que es la palabra de Dios, para su recitación el musulmán pío será también premiado. Además, el dejar la fraseología después la abrogación de la regla ha sido para proporcionar al hombre un recuerdo constante de la compasión y misericordia demostrada por su Señor [ar-Rahman] Que ha aligerito la carga de algunos requisitos anteriores.
El número de material reconocido que ha sido abrogado por exegetas y juristas varias, por una parte por la continua redefinición del concepto, y por otra por las normales disputas en la elaboración de la ley. IBTA Allá, por ejemplo. Enlista 239 ejemplos de abrogación entre 71 suras. Muchos estudios musulmanes han propuestos criterios más rigurosos, afirmando que solamente el materia que directamente y exactamente contradice leyes anteriores pueden ser llamados los abrogantes (nāsij).

## Ejemplos de nasj
Ejemplos frecuentemente citados de la abrogación intra-Coránica son:
- Q.8:65 y Q.8:66, que aligera el número de enemigos que los musulmanes deben derrotar de 10:1 a 2:1.
- Q.2:180 y Q.4:10-11, que proporciona parcelas específicas para los parientes difuntos. Estos versos constituyen un ejemplo perfecto de lo que exegetas posteriores afirman ser tajsīs (especificación).
- Q.2:219 y Q.4:43, que más explícitamente desaprueba la embriagues es abrogado por Q.5:90, que instituye una completa prohibición al consumo de alcohol.
- Q.9:5 (āyat al-sayf, el "verso de la espada") y docenas de versos que regulan la conducta de la umma hacia las otras comunidades

- Ejemplos de abrogación ínter-coránica, donde una de las leyes deriva de la Sunna, son:
- Q.2:150 y la Sunna, que establece Jerusalén como dirección de la oración.
- Q.24:2 la Sunna, que establece la pena de la lapidación para el adulterio.